# Quercus rysophylla
Quercus rysophylla es una especie del género Quercus de la familia Fagaceae. Está clasificada en la sección Lobatae; del roble rojo de América del Norte, Centroamérica y el norte de América del Sur que tienen los estilos largos, las bellotas maduran en 18 meses y tienen un sabor muy amargo. Las hojas suelen tener lóbulos con las puntas afiladas, con cerdas o con púas en el lóbulo.

## Distribución y hábitat
Es endémico en México, en los estados de Nuevo León, Tamaulipas y San Luis Potosí, entre los 600 a los 1900 m de altitud.

## Descripción
Quercus rysophylla es un árbol de hoja perenne o caducifolio (durante los inviernos más fríos), de rápido crecimiento, que puede llegar hasta los 25 m de altura. La corteza es de color gris oscuro, profundamente surcado. Las ramitas están surcadas, sin pelos, con lenticelas pequeñas, ligeras. Los brotes hacen 6 mm de largo, con estípulas. Las hojas son alternas, simples, rígidas, elípticas a lanceoladas, entre 7 a 25 cm de largo y entre 2 a 8 cm de ancho. Las bases de cada hoja están abrochadas o auriculadas. El ápice es agudo. Los brotes y el follaje son de color rojo (o naranja) y peludos cuando son jóvenes. El borde de la hoja es ondulada, dentada en la mitad apical (entre 2 a 4 pares de dientes), glabra. Cuando las hojas maduran se vuelven, lisas, brillantes y de color verde oscuro por encima . La parte inferior de las hojas, también son lisas, excepto a lo largo de las venas donde hay algunos copos. Hay alrededor de 15 a 20 pares de venas secundarias planteadas por debajo y por encima impresionado, venas terciarias visibles a lado a lado de la hoja. El pecíolo es largo entre 2 a 8 mm. Las bellotas son ovoides, mucronadas, glabras en la madurez, largas entre 1 a 1,7 cm, individuales o en parejas, sésiles. La cúpula , de color dorado y sedoso cuando es joven, ocupa entre un tercio o la mitad de la nueve . Las bellotas maduran al cabo de 2 años.

## Hábitat
El hábitat donde crece Quercus rysophylla es con suelos libres de cal y a pleno sol. Es un árbol resistente a las heladas hasta los -17 °C.

## Taxonomía
Quercus rysophylla fue descrita por Charles Alfred Weatherby y publicado en Proceedings of the American Academy of Arts and Sciences 45(17): 423–424. 1910.
Etimología
Quercus: nombre genérico del latín que designaba igualmente al roble y a la encina.
rysophylla: epíteto griego: ῥυσός -ή -όν, arrugado, rugoso y φύλλον -ου, hoja de árbol 